# Une bouteille à la mer (film, 2012)
Pour les articles homonymes, voir Une bouteille à la mer.
Pour plus de détails, voir Fiche technique et Distribution.
Une bouteille à la mer, ou Une bouteille dans la mer de Gaza au Québec, est un film franco-canado-israélien réalisé par Thierry Binisti.
Le scénario est une adaptation du roman Une bouteille dans la mer de Gaza de Valérie Zenatti, qui est sorti en 2012. L'autrice a coécrit l'adaptation avec le réalisateur.

## Synopsis
Tal, jeune Française de 17 ans, est installée avec ses parents à Jérusalem. Après un attentat, elle souhaite communiquer avec une personne qui peut-être répondra à ses interrogations au moyen d’une bouteille lancée dans la mer de Gaza[Quoi ?]. Un échange électronique s’établit avec Naim, un garçon sensible et perturbé de la ville de Gaza.

## Fiche technique
- Titre : Une bouteille à la mer
- Réalisation : Thierry Binisti
- Scénario : Valérie Zenatti et Thierry Binisti, d'après le roman de Valérie Zenatti
- Musique : Benoît Charest
- Photographie : Laurent Brunet
- Son : Erwan Kerzanet, Olivier Dandré
- Montage : Jean-Paul Husson
- Décors : Boaz Katznelson
- Costumes : Hamada Attalah
- Production : Miléna Poylo, Gilles Sacuto, Anne-Marie Gélinas, Amir Harel, Ayelet Kait
- Sociétés de production : TS Productions (France), France 3 Cinéma, EMA Films (Canada), Lama films (Israël), en association avec Cinémage 5
- Sociétés de distribution : Diaphana Distribution (France) et Roissy Films (ventes à l'étranger)
- Budget : 2 000 000 euros
- Pays de production :  France,  Canada,  Israël
- Langues originales : français, hébreu, arabe
- Lieu de tournage : Israël
- Format : couleur — 2,35:1 (CinemaScope) — 35 mm —  - son Dolby SRD
- Genre : drame
- Durée : 99 minutes
- Dates de sortie : 
  - France : 8 février 2012
  - Canada : 23 mars 2012
- Classification :
  - France : tous publics

## Distribution
- Agathe Bonitzer : Tal
- Mahmoud Shalaby : Naïm
- Hiam Abbass : Intessar, la mère de Naïm
- Riff Cohen : Efrat, la meilleure amie de Tal
- Abraham Belaga : Eytan, le frère de Tal
- Jean-Philippe Écoffey : Dan, le père de Tal et Eytan
- Smadi Wolfman : Myriam, la mère de Tal et Eytan
- Loai Nofi : Hakim, le cousin de Naïm
- François Loriquet : Thomas, le professeur de français de Naïm
- Salim Daw : Ahmed, l'oncle de Naïm
- Gassan Abbas : Le patron de café à Gaza

## Box office
- France : 158 428 entrées[1]

## Distinctions
- Festival international des jeunes réalisateurs de Saint-Jean-de-Luz 2011 : Chistera du meilleur film[2]
- Festival De la page à l’image (Le Croisic) 2011 : Hublot d'or de la meilleure adaptation[2]
- Festival du film de La Réunion 2011[3] :
  - Prix du Public
  - Prix Coup de cœur du Jury Jeune
  - Mascarin de la meilleure interprétation masculine à Mahmoud Shalaby
- Festival du film et des cultures méditerranéennes (Arte Mare) de Bastia 2011 : Prix du public et Prix spécial du jury[4]
- Festival du cinéma international en Abitibi-Témiscamingue de Rouyn-Noranda 2011 : Mention spéciale du jury[4]
- Prix Jean-Renoir des lycéens 2011-2012[5]
- Festival du film de Cabourg - Journées romantiques, journées européennes 2012 : Prix premiers rendez-vous/Meilleure interprétation pour Abraham Belaga[2]